# Cookeroo
Cookeroo — рід вимерлих кенгуру пізнього олігоцену та раннього міоцену, знайдений у викопних відкладах із зони Всесвітньої спадщини Ріверслі в Австралії. Рід включає два види, C. bulwidarri і C. hortusensis.

## Таксономія
Рід був створений для опису двох нових викопних видів ранніх кенгурових. Назва роду вшановує внесок Бернарда Кука у вивчення ранніх сумчастих і еволюційну історію сучасні кенгуру і валабі. Видиві епітети двох відомих видів названі на честь місць, де вони були виявлені.

## Опис
Вид за розміром еквівалентний меншим валабі Австралії. На відміну від сучасних макроподів, тварини рухалися на чотирьох ногах, а не стрибали, у густому тропічному лісі, який домінував у районі Ріверслі на початку міоцену. Найдавніший вид, Cookeroo bulwidarri, датується приблизно 23 мільйонами років, а C. hortusensis — кількома мільйонами років пізніше.